# Фигероа, Антонио
Франси́ско Анто́нио Фигеро́а Ди́ас (исп. Francisco Antonio "Tony" Figueroa Díaz; род. 13 июня 1999, Ласаро-Карденас, Мичоакан) — мексиканский футболист, полузащитник клуба «Пачука».

## Клубная карьера
Фигероа — воспитанник клуба «Монаркас Морелия». 10 мая 2016 года в поединке Кубка Мексики против «Леона» Карлос дебютировал за основной состав. В начале 2017 года Фигероа перешёл в «Пачуку». 29 января 2017 года в матче против «Толуки» он дебютировал в мексиканской Примере. В своём дебютном сезоне Фигероа помог клубу выиграть Лигу чемпионов КОНКАКАФ. В 2019 году в поединке Кубка Мексики против «Тихуаны» Антонио забил свой первый гол за «Пачуку». 
В начале 2022 года Фигероа был арендован Керетаро. 18 марта в матче против «Атлетико Сан-Луис» он дебютировал за новый клуб. 

## Международная карьера
В 2019 году Фигероа принял участие в молодёжном чемпионате мира в Польше. На турнире но сыграл в матчах против команд Эквадора, Японии и Италии.